# Perfidia (film 1932)
Perfidia (Shopworn) è un film del 1932, diretto da Nick Grinde.

## Trama
Kitty Lane e David Livingston sono innamorati ma appartengono a due classi sociali diverse e la madre del giovane fa di tutto per separarli, giungendo a fingersi malata di cuore così da poter farsi accompagnare dal figlio in Europa dove intende farsi visitare da un luminare. David sconvolge il piano della madre chiedendo a Kitty di sposarlo prima della partenza. La signora Livingstone, allora, aiutata dal giudice Forbes, cerca di corrompere Kitty che però non cede. Per toglierla di mezzo, la fanno accusare di immoralità. Mentre Kitty deve scontare novanta giorni di detenzione, Dave parte per l'Europa con la madre.
Passano alcuni anni: diventata un'attrice di successo, Kitty ritrova David, ora medico affermato ma non ancora libero dall'influenza materna. Il loro amore si risveglia e i due progettano ancora una volta di sposarsi. La signora Livingstone, saputo del nuovo fidanzamento tra i due, minaccia Kitty con una pistola ma poi la prega in ginocchio di non rovinare la brillante carriera del figlio. Queste parole toccano la ragazza e, quando poco dopo arriva David, Kitty gli dice di aver accettato la sua proposta di matrimonio solo per fare dispetto alla madre di lui. A questo punto la signora Livingstone che, nascosta, aveva assistito alla scena, si fa avanti e rivela al figlio la verità, ovvero che era lei a volere la separazione tra i due.

## Produzione
Il film - le cui riprese durarono dall'8 al 29 dicembre 1931 - fu prodotto dalla Columbia Pictures Corporation.

## Distribuzione
Il copyright del film venne registrato dalla Columbia Pictures Corp. il 7 marzo 1932 con il numero LP2899.
Distribuito dalla Columbia Pictures, uscì nelle sale cinematografiche statunitensi il 25 marzo 1932 con il titolo originale Shopworn.